# 駿河敬次郎

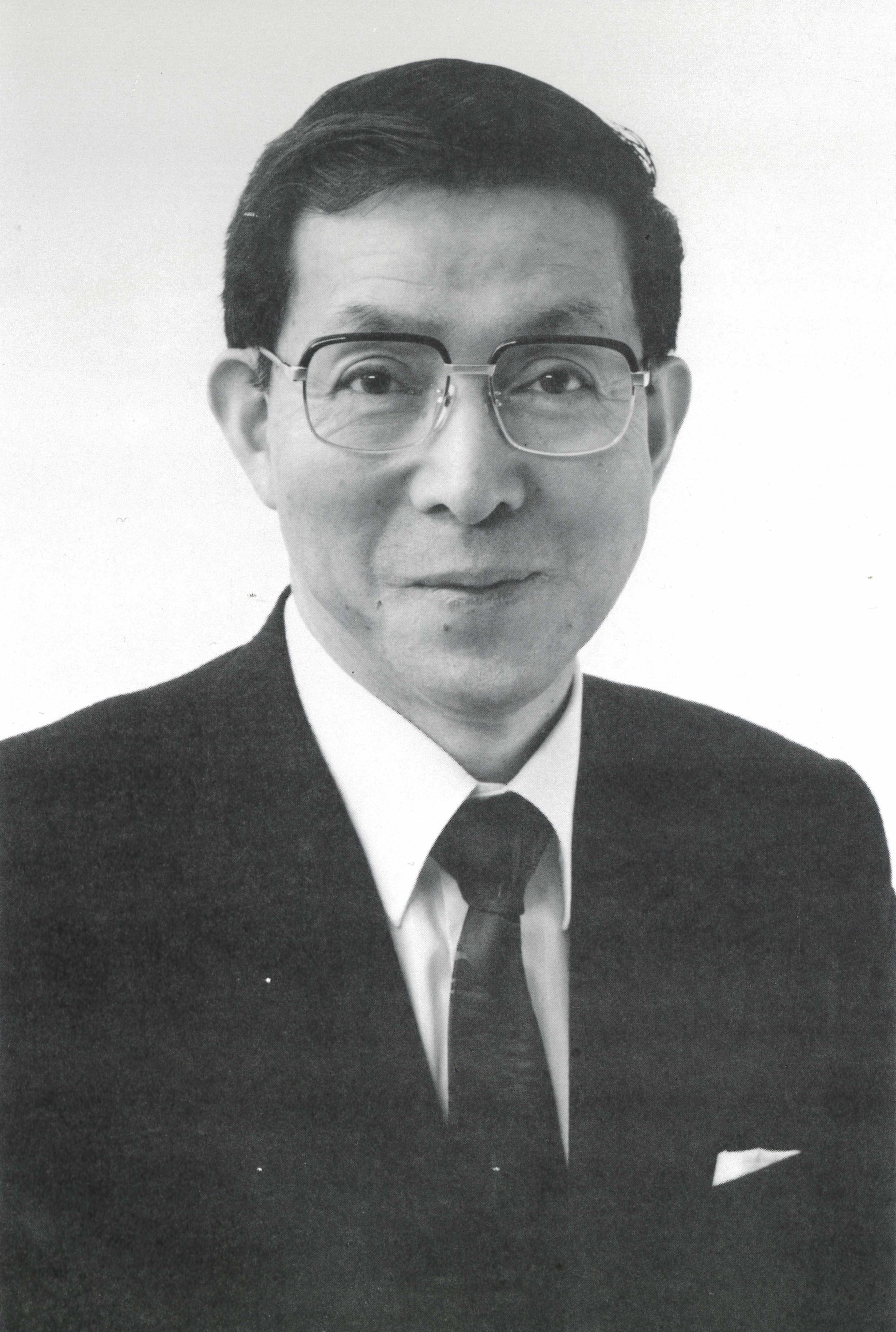
駿河敬次郎医師

駿河 敬次郎 （するが けいじろう、1920年7月28日 - 2023年3月21日）は日本の医師。現在、順天堂大学医学部名誉教授、ノアクリニック院長。

## 経歴
石川県金沢市出身。
1941年（昭和16年）、旧制第四高等学校理科乙類卒業。
1944年（昭和19年）、東京帝国大学医学部卒業。
1944年～1945年、陸軍短期軍医中尉。
1946年（昭和21年）、東京帝国大学医学部第2外科副手。
1949年（昭和24年）、賛育会病院外科部長。
1959年（昭和34年）、米国ピッツバーグ大学医学部留学。
1963年（昭和38年）、東京大学医学部外科学講師。順天堂大学医学部外科学講師。
1966年（昭和41年）、順天堂大学医学部外科学客員教授。
1968年（昭和43年）、順天堂大学医学部小児外科教授。
1986年（昭和61年）、順天堂大学医学部名誉教授、公立葛南病院院長。
2023年3月21日に死去、102歳没。

## 受賞歴
- 1977年、イタリア叙勲 Commendatore
- 1983年、ザンビア叙勲 The Order of Distinguished Service: First Division
- 1988年、太平洋小児外科学会 Coeメダル授与
- 1989年、アメリカ合衆国叙勲 Surgeon-in-General Medallion
- 2002年、キリスト教功労者を受賞[5]

## 著書
『小児外科―新しい赤ちゃんの医学』 (1967年、中公新書 128) -